# Бликур
Бликур (фр. Blicourt) насеље је и општина у североисточној Француској у региону Пикардија, у департману Оаза која припада префектури Бове.
По подацима из 2011. године у општини је живело 310 становника, а густина насељености је износила 21,28 становника/km². Општина се простире на површини од 14,57 km². Налази се на средњој надморској висини од 117 метара (максималној 176 m, а минималној 111 m).

## Демографија
| 1962. | 1968. | 1975. | 1982. | 1990. | 1999. | 2011. |
| ----- | ----- | ----- | ----- | ----- | ----- | ----- |
| 176   | 225   | 237   | 234   | 271   | 281   | 310   |

График промене броја становника у току последњих година